# Carlos Fischer
Carlos Lorenzo Fischer Brusoni, né en 1903 à Fray Bentos et mort en 1969, est un homme d'État uruguayen.
Il est le président de l’Uruguay du 1er mars 1958 au 1er mars 1959 (Conseil national du gouvernement).

## Biographie
Membre du Parti colorado, il est sénateur et ministre de l'Agriculture de l'Uruguay,.